# Třebotov

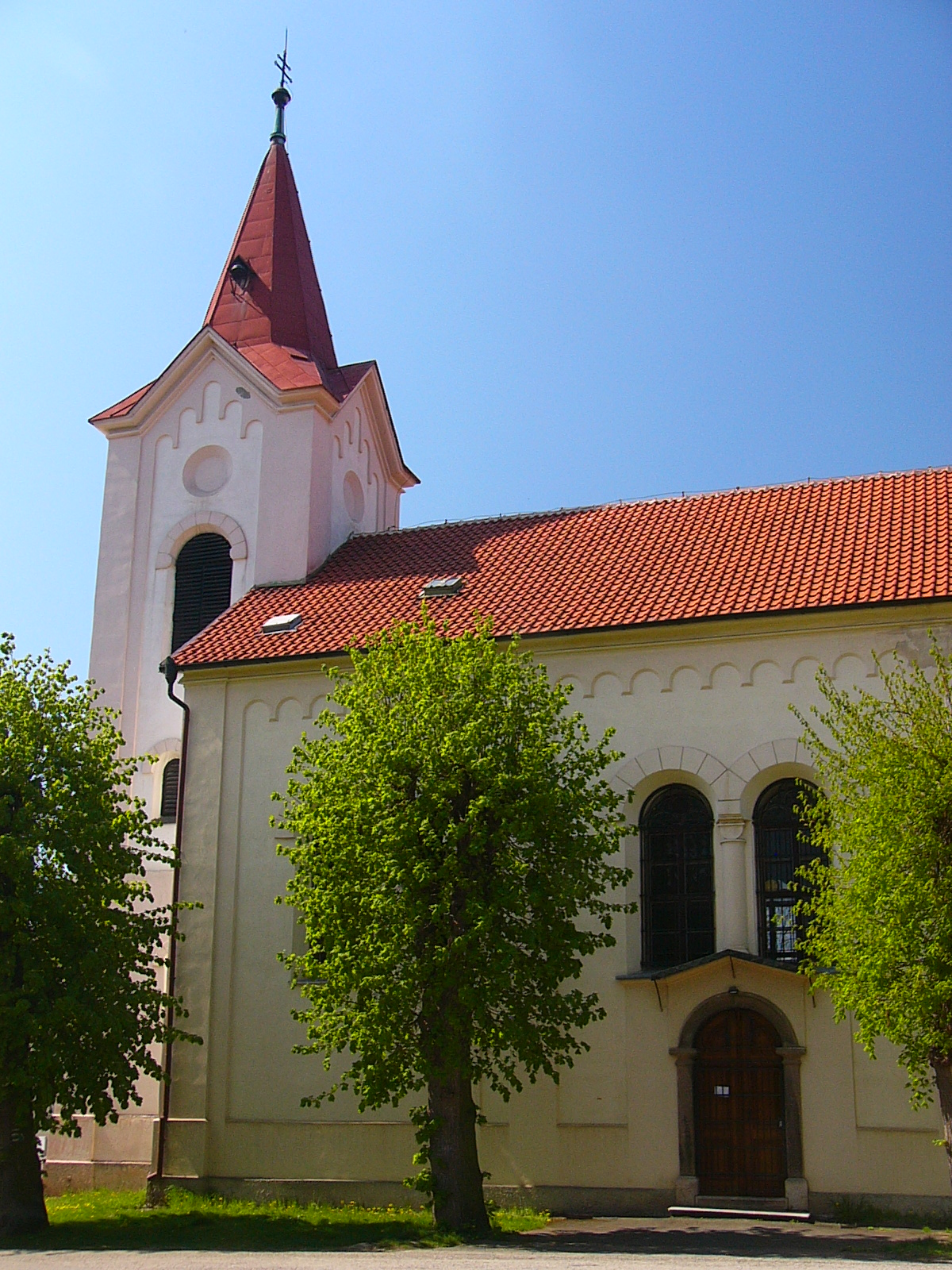
Kirche des hl. Martin

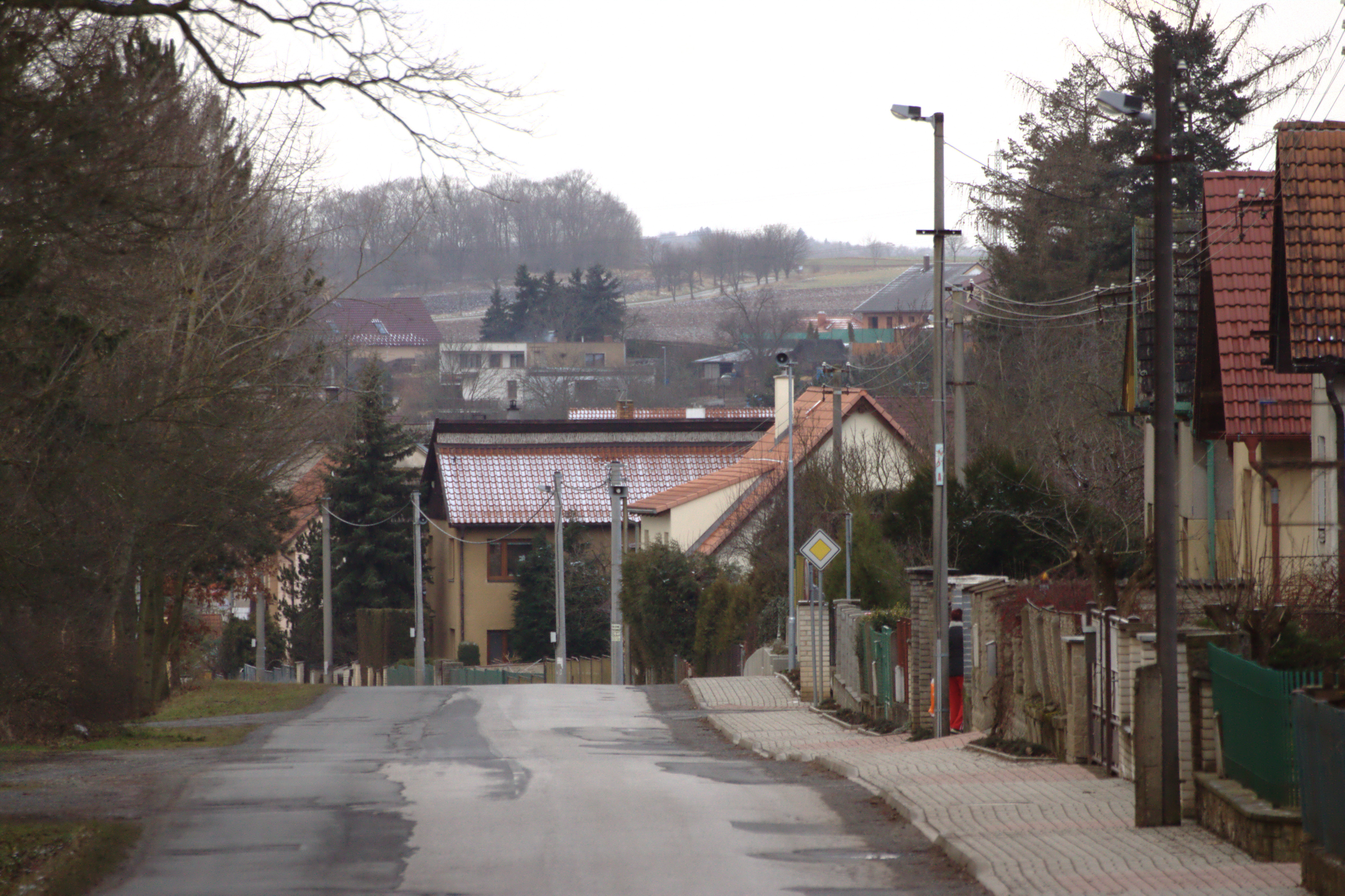
Hauptstraße in Třebotov

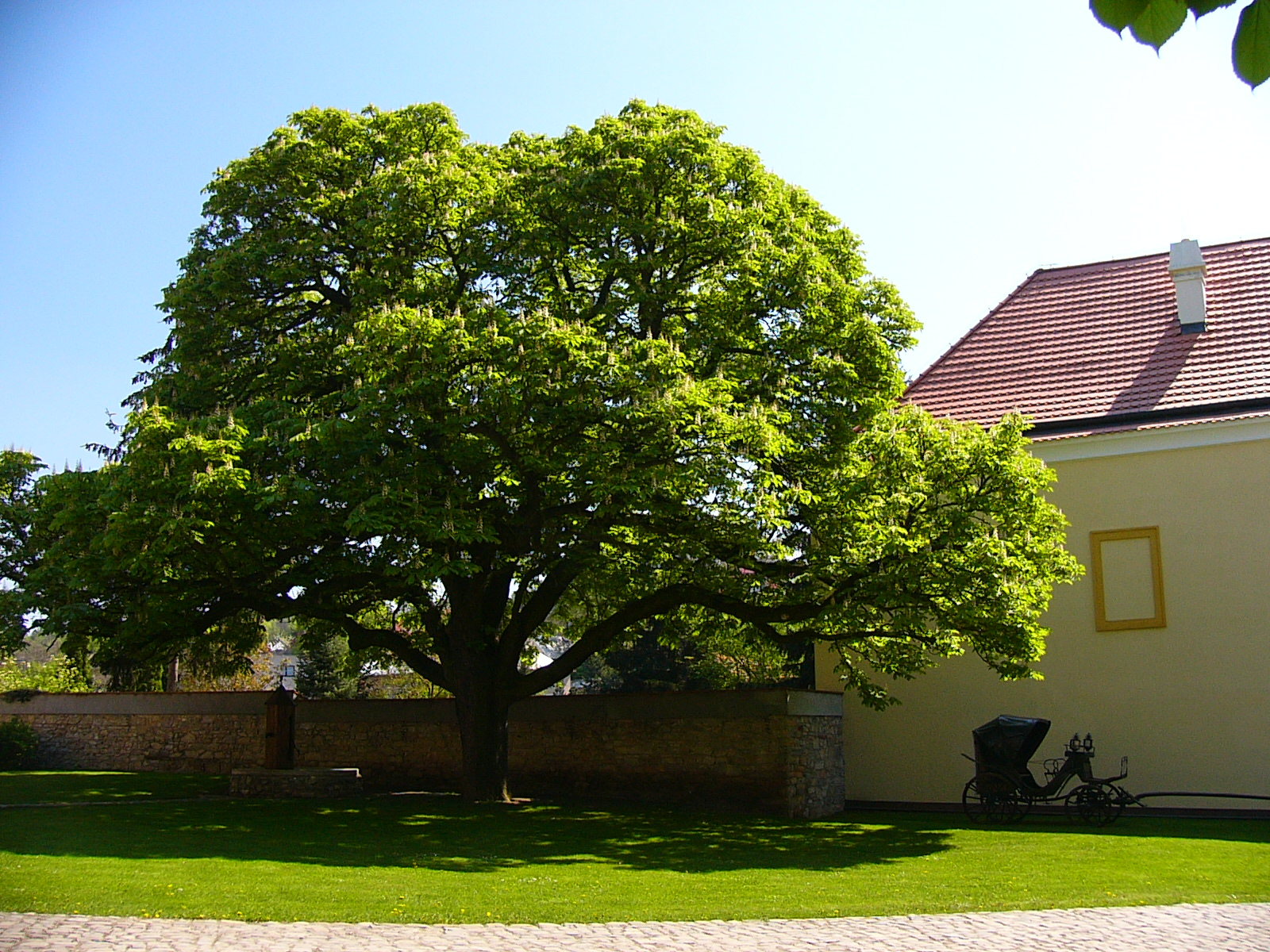
Linde an der Feste Třebotov

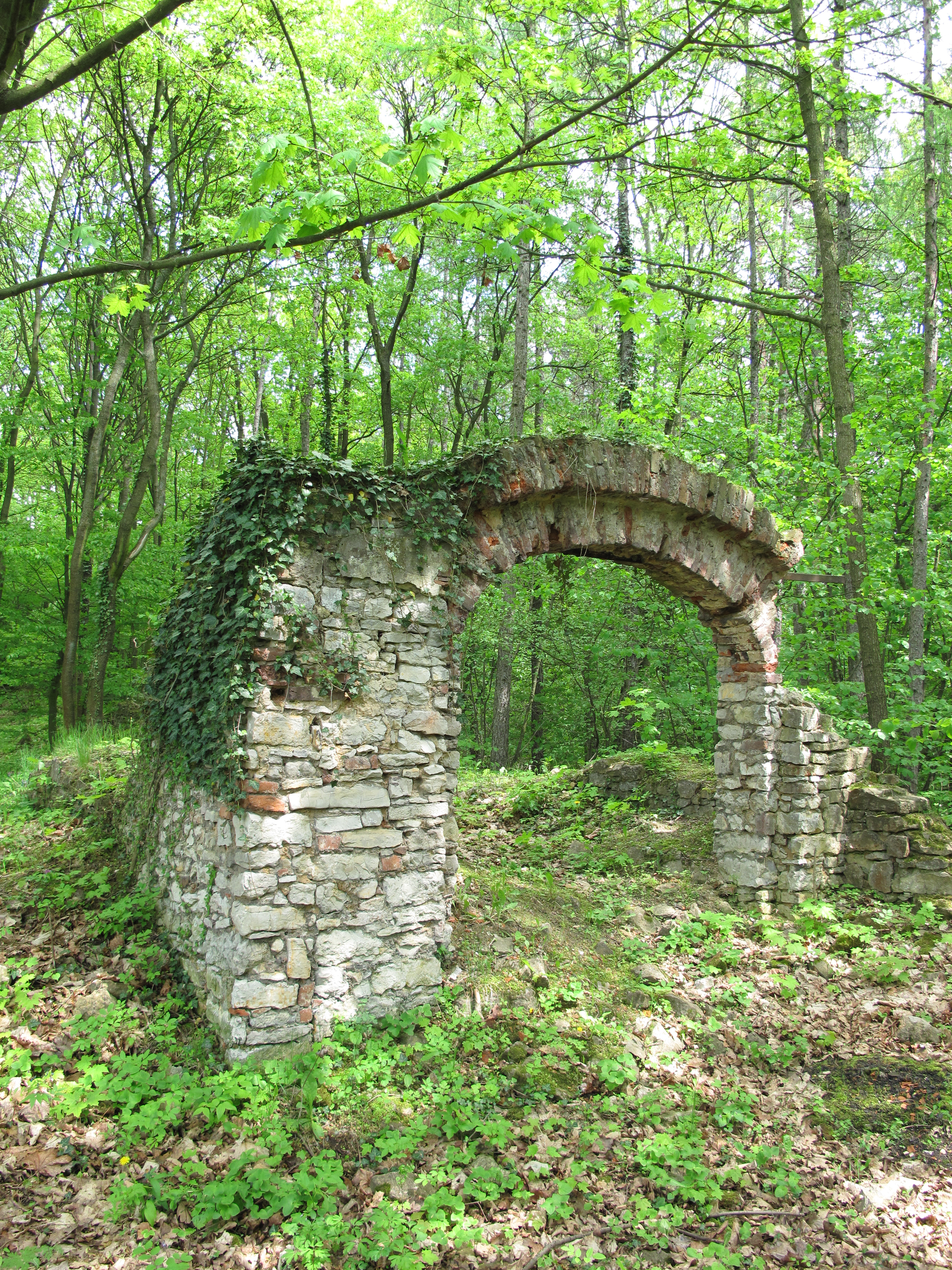
Ruine des Eingangstors zum Jüdischen Friedhof

Třebotov (deutsch Trebotau, auch Tschebotau) ist eine Gemeinde in Tschechien. Sie liegt 16 Kilometer südwestlich des Stadtzentrums von Prag und gehört zum Okres Praha-západ.

## Geographie
Třebotov befindet sich linksseitig über dem Tal der Švarcava in der Quellmulde eines kleinen Baches auf der Třebotovská plošina (Trebotauer Hochfläche) im Landschaftsschutzgebiet Český kras. Nördlich erhebt sich die Bambaska (375 m n.m.), im Osten die Kulivá hora (Koliwahora, 390 m n.m.) sowie südöstlich die Babka (364 m n.m.). Gegen Süden erstreckt sich das Naturdenkmal Kulivá hora. Durch Třebotov führt die Staatsstraße I/110 zwischen Radotín und Rudná.
Nachbarorte sind Choteč im Norden, Zadní Kopanina und Kosoř im Nordosten, Na Pískách, Rymáň, Radotín und Sulava im Osten, Na Stráži und Horní Černošice im Südosten, Solopisky und Kala im Süden, Trousílkův Mlýn, Frantův Mlýn, U Rybníka Franty und Roblín im Südwesten, Na Vinici, Trněný Újezd und Kuchařík im Westen sowie Kuchař, Vysoký Újezd, Mezouň und Chýnice im Nordwesten. 

## Geschichte
Die erste urkundliche Erwähnung von Trzebotow erfolgte im Jahre 1253, als König Wenzel I. das Dorf zusammen mit weiteren den Kreuzherren mit dem Roten Stern zur Finanzierung der Instandsetzung der Prager Judithbrücke überließ. Es wird angenommen, dass sich in Třebotov zu dieser Zeit bereits eine romanische Rotunde und ein Herrensitz befanden. Die Kirche wurde 1352 erstmals erwähnt. Die erste schriftliche Nachricht über die Feste Třebotov stammt von 1361 als Besitz der Prager Bürger, Gebrüder Hynek, Jakeš, František und Kryštof Bavor. 1372 gehörte die Feste dem Patrizier Henslin Pecold in der Prager Altstadt, der sie von František Rokycanský von Okoř erworben hatte. Zwei Jahre danach kaufte der Oberste Stadtrichter zu Prag, Merklín Stach, das Gut Třebotov mit der Feste, dem Hof, vier Bauernhöfen, Feldern und dem Hof Roblín für 240 Schock Prager Groschen. Er überschuldete sich danach binnen kurzer Zeit; 1383 ging das Gut Třebotov in den Besitz seines Gläubigers, des Prager Apothekers Augustin über. Dieser verpachtete Třebotov im selben Jahre an Ulrich Medek von Leschan und Valdek, der das Gut 1387 auch käuflich erwarb. Aus der jährlichen Ablösezinsverpflichtung Medeks von zwei Schock Meißnischen Groschen an die Burg Karlštejn ist ersichtlich, dass Třebotov zuvor ein Karlsteiner Vasallengut war. Ulrich Medek und seine Nachfahren legten sich auch das Prädikat von Třebotov zu. Ab 1398 war Ulrichs Sohn Havel von Valdek Besitzer der Feste Třebotov; das Dorf und das Gut teilte er sich jedoch mit Jan Michalíkův, Mikuláš Maceška, Jan von Kbel und dem Prager Kapitel sowie 1405 noch mit Vernéř von Třebotov als Mitbesitzern. Im Jahre 1405 gehörte die Feste Havels Witwe Dorothea von Talmberg und seinen Söhnen Oldřich, Vaněk und Jan von Valdek und Třebotov; letzterer wurde später alleiniger Besitzer. In den Errichtungsbüchern ist seit 1408 im Ort eine Pfarrkirche nachweisbar. Während der Hussitenkriege kämpften die Brüder von Valdek auf Seiten der Katholiken. Jan von Valdek und Třebotov gehörte 1424 zu den Beteiligten der Waffenstillstandsvereinbarung von Zditz des katholischen westböhmischen Landfrieds mit den Hussiten.
Nachfolgende Besitzer waren ab 1499 Vojtěch Tvoch von Nedvídkov, ab 1510 Mandaléna Klinšteinská von Vrtba, ab 1530 deren Tochter Vracka von Klinštejn mit ihren zwei Schwestern, ab 1532 Wenzel Bechinie von Lazan und danach der Bürger der Prager Neustadt Matouš Hovorčovský. Dieser wurde 1538 mit dem Prädikat von Koliwahora in den Adelsstand erhoben. 1568 erbte Matouš Sohn Jiřík Hovorčovský das Gut. Zum Ende des 16. Jahrhunderts bestand im Südflügel der Feste eine kleine Brauerei. Ein Vertrag von 1609 beinhaltete das Recht der Gemeinde Třebotov auf einen Kretscham. Im Jahre 1610 kaufte der Berouner Bürger Matouš d. Ä. Hovorčovský das Gut Třebotov für 10.000 Schock Meißnische Groschen von seinen Neffen. Fünf Jahre später erwarben Jan d. Ä. Ledčanský von Popice und dessen Frau Dorota, geborene von Sonenštejn, Třebotov für 15.000 Schock Meißnische Groschen. Als Teilnehmer an der Wiener Blockade von 1619 wurde Ledčanský nach der Schlacht am Weißen Berg am 2. November 1622 mit dem Verlust seines Gutes Třebotov bestraft. Das konfiszierte Gut, die Feste und das Dorf wurden 1623 für 5205 Schock Groschen an den königlichen Statthalter Wenzel von Fliessenbach verkauft. Im Jahre 1630 verkaufte Fliessenbachs Witwe Katharina das Gut Třebotov mit den Meierhöfen Třebotov, Kuchařík und Roblín sowie dem wüsten Dorf Solopisk für 8000 Schock Meißnische Groschen an den Abt des Zisterzienserklosters Königsaal, Georg Urat. Die Königsaaler Äbte machten die Feste zu einem Sommersitz; ein anderer Gebäudetrakt wurde zum Pfarrhaus umgestaltet. Der Meierhof wurde aufgehoben und seine Gründe emphyteutisiert. Der vorletzte Königsaaler Abt Desiderius Duchoslav Andres war zuvor von 1742 bis 1755 Pfarrer in Třebotov.
Nach der Aufhebung des Klosters im Zuge der Josephinischen Reformen im Jahre 1785 gehörte Třebotov zur Herrschaft Königsaal, die von der k.k. böhmischen Staatsgüteradministration für den Religionsfonds verwaltet wurde, und bildete zusammen mit Kuchařík eine Gemeinde. Gegenüber der Kirche wurde 1801 anstelle eines hölzernen Vorgängerbaus ein steinernes Schulhaus gebaut. Im April 1827 ersteigerte Friedrich Kraft Heinrich zu Oettingen-Wallerstein die Herrschaft Königsaal für 286.050 Gulden und trat sie an seine Frau Sophia Maria, geborene Landgräfin von Fürstenberg († 1829) ab. 1832 fiel die Herrschaft dem Witwer zu; nach dessen Tode erbten 1845 seine zweite Frau Maria Anna, geborene Gräfin von Trauttmansdorff-Weinsberg, sowie seine Kinder aus beiden Ehen den Besitz gemeinschaftlich. Am westlichen Ortsrand von Třebotov wurde 1837 ein neuer Friedhof angelegt.
Im Jahre 1846 bestand das Dorf Třebotau bzw. Třebotow im Berauner Kreis aus 67 Häusern mit 496 Einwohnern. Unter dem Patronat der Obrigkeit standen die Pfarrkirche des hl. Martin, die Pfarrei und die Schule. Außerdem gab es im Ort ein herrschaftliches Jägerhaus, ein herrschaftliches Branntweinhaus mit Pottaschensiederei und ein Wirtshaus. Abseits lagen die Frantamühle und die Pekarekmühle. In der Umgebung wurde Kalkstein gebrochen. Třebotau war Pfarrort für Černoschitz, Klein-Kuchař (Kuchařík), Radotin (Radotín), Roblin, Wonoklas, Solopisk (Solopisky), Choteč und Kosoř. Bis zur Mitte des 19. Jahrhunderts blieb Třebotau der Herrschaft Königsaal untertänig.
Nach der Aufhebung der Patrimonialherrschaften bildete Třebotov/Třebotau ab 1849 mit dem Ortsteil Solopysky/Solopisk eine Gemeinde im Gerichtsbezirk Königsaal. Ab 1869 gehörte die Gemeinde zum Bezirk Smichow. 1882 wurde die Straße nach Radotín fertiggestellt. Im Jahr darauf bildete sich in Třebotov eine Freiwillige Feuerwehr. Das Schulgebäude wurde 1890 durch einen Neubau ersetzt. 1910 kaufte der Unternehmer Cyril Bartoň-Dobenín die Grundherrschaft Königsaal mit den Wäldern um Třebotov, später erbte seine Tochter Jaroslava Steinská-Sehnouková den Besitz. 1927 wurde Třebotov elektrifiziert. Im gleichen Jahr wurde die Gemeinde dem Okres Praha-venkov und 1942 dem Okres Praha-venkov-jih zugeordnet. 1942 wurde die Feste durch einen Brand schwer beschädigt. 1949 kam die Gemeinde zum Okres Praha-jih, seit 1961 gehört sie zum Okres Praha-západ. Die Pfarrei Třebotov wurde 1977 aufgehoben. 1980 wurde Roblín eingemeindet, das Dorf bildete zehn Jahre später wieder eine eigene Gemeinde. Nach der Samtenen Revolution erhielt die Familie Steinský die Wälder um Třebotov rückübertragen. Zu Beginn des Jahres 2004 wurde der Ortsteil Solopysky in Solopisky umbenannt, zugleich wurde der neue Ortsteil Kala gebildet.

## Gemeindegliederung
Die Gemeinde Třebotov besteht aus den Ortsteilen Kala, Solopisky (Solopisk) und Třebotov (Trebotau). Zu Třebotov gehören außerdem die Ansiedlungen Mejstříkův Mlýn, Na Stráži, Na Pískách, Na Vinici und Trousílkův Mlýn.

## Sehenswürdigkeiten
- Kirche des hl. Martin in Třebotov, sie entstand in den Jahren 1866–1867 anstelle eines baufälligen romanischen Vorgängerbaus.[6]

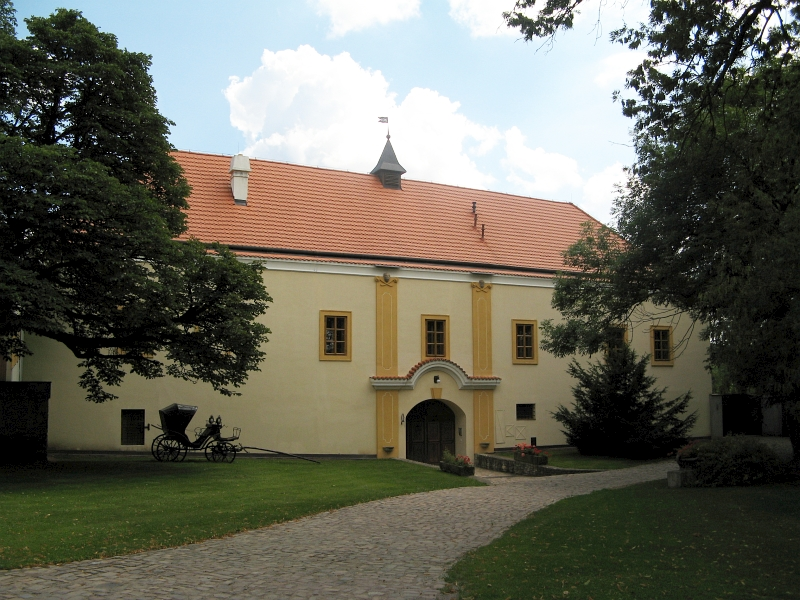
Feste Třebotov

- Feste Třebotov, der vierflügelige Bau mit Innenhof und Arkaden an Südflügel bildete bis 1630 den Herrensitz der Gutsherrschaft Třebotov. Von 1630 bis zur Aufhebung des Klosters diente sie als Sommerresidenz der Königsaaler Äbte, ein Teil wurde zum Pfarrhaus. Danach wurde die gesamte Feste als Pfarrhof genutzt. Im Zuge der Rekonstruktion von 1895 wurde der auf dem Dach des Nordflügels über dem barocken Portal befindliche Uhrturm entfernt. Nach dem Brand von 1942 erhielt der Westflügel ein provisorisches Dach. Nach dem Tode des Pfarrers Vágner blieb die Pfarrei unbesetzt, der unbewohnte Pfarrhof wurde 1977 an den Staat verkauft. Nach der Samtenen Revolution erwarb die Gemeinde die Feste im Zuge der Übertragung von Vermögenswerten. 1990 fand das Objekt einen Käufer, der jedoch seine Rekonstruktionsabsichten nach dem Erhalt von Fördermitteln nicht umsetzte. Der Gemeinde gelang es schließlich, den Kauf rückgängig zu machen. Im Jahre 2001 wurde die Feste an den Bauingenieur Jan Sedláček verkauft, der eine Generalsanierung des verfallenen Bauwerkes zu seinem Wohnsitz begann. Die wiederhergestellte Kapelle des hl. Johannes von Nepomuk wurde 2007 geweiht. Im Jahre 2010 eröffnete die Familie Sedláček im Innenhof ein Museum historischer Nachttöpfe, das Anfang 2014 aus Třebotov in die Prager Neustadt verlagert wurde. Die Feste wurde 1958 zum Kulturdenkmal der Tschechoslowakischen Sozialistischen Republik erklärt und unter die Verwaltung der Staatlichen Denkmalschutzbehörde gestellt. Seit 1964 ist sie im Zentralen Verzeichnis der Kulturdenkmale erfasst. Die älteste bildliche Darstellung der Feste befindet sich in der Nischenkapelle der hl. Helena im mährischen Sobůlky.[7]
- Jüdischer Friedhof auf der Kulivá hora, angelegt 1761[8]